# Hans Esselborn
Hans Esselborn (* 14. Dezember 1941 in Bad Bergzabern) ist ein deutscher Germanist und Hochschullehrer für Neuer deutsche Literaturwissenschaft.

## Leben
Das Studium der Germanistik, Romanistik und Philosophie in Tübingen, Paris, München und Köln schloss er 1979 mit der Promotion ab: Seine Dissertation befasst sich mit Georg Trakl, der Titel lautet Georg Trakl. Die Krise der Erlebnislyrik. Nach der Habilitation 1987 (Thema: Das Universum der Bilder. Die Naturwissenschaft in den Schriften Jean Pauls)  lehrte er an der Universität zu Köln und war Gastprofessor an der University of Kansas (1989), an der Universität Nancy II (1991/1992/1993/1994), Universität Paris XII (1996), Universität Lyon III (1998/1999), Jagiellonen-Universität (2008/2011).
Seine Forschungsgebiete sind Aufklärung und Jean Paul, Klassische Moderne (Expressionismus und Weimarer Republik), Literatur und Film, Interkulturelle Aspekte, Literatur und Naturwissenschaft bzw. Technik (Science-Fiction). Er gilt in Deutschland als eine der Autoritäten im Bereich Science Fiction und hat mehrere wissenschaftliche Sammelbände zu diesem Genre herausgegeben. Auch zum Gesamtwerk des deutschen Altmeisters der Science Fiction, Herbert W. Franke, hat er publiziert.

## Schriften (Auswahl)
Georg Trakl und die expressionistische Lyrik.
- Georg Trakl. Die Krise der Erlebnislyrik. Köln, Wien 1981, ISBN 3-412-02181-4.
- Wiederkehr und Ende. Zyklische und finale Strukturen in Gedichten G. Trakls. In: Zyklische Kompositionsformen in Georg Trakls Dichtung. Hg. V. Károly Csúri. Tübingen 1996, S. 87–106.
- Georg Trakls lyrische Anfänge. Spätromantik, Dekadenz und Ästhetizismus in der Jugendsammlung Aus goldenem Kelch. In: Georg Trakl. Nouvelles Recherches. Hg. v. Rémy Colombat und Gerald Stieg. Rouen 2008, S. 167–182.
- Deutungsperspektiven der Wiederholung bei Georg Trakl. In: Prinzip Wiederholung. Hg. v. Károly Csúri / Joachim Jakob. Bielefeld 2015, S. 361-376.
- Poetologische Leitfiguren Georg Trakls. In: Autorschaft und Poetik in Texten und Kontexten Georg Trakls. Hg. v. Uta Degner u. a. Salzburg 2016, S. 235–250.
- Absolutes Gedicht oder Erlebnislyrik bei Gottfried Benn? In: Wirkendes Wort 39 (1989), H. 1, S. 111–123.
- Atavismus und Modernität in Gottfried Benns Gedichten der 20er Jahre. In: Wirkendes Wort 52, H. 3 (2002), S. 398–416.
- Der kurze Ausflug ins Heroische. Gottfried Benns Lyrik der 1930er Jahre. In: Benn Forum. Beiträge zur literarischen Moderne, Bd. 3, 2012/13, S. 135–152.

Jean Paul und seine Zeitgenossen.
- Das Universum der Bilder. Die Naturwissenschaft in den Schriften Jean Pauls. Tübingen 1989, ISBN 3-484-18099-4.
- Geschichtlichkeit und Gegenwart. Festschrift für H. D. Irmscher. Hg. von Hans Esselborn und Werner Keller. Köln, Wien 1994. 2. verb. Aufl. 1996.
- Jean Paul als Leser Lichtenbergs. Zum Verhältnis von Naturwissenschaft und Dichtung. In: Lichtenberg-Jahrbuch 1988, S. 130–152.
- Die Vielfalt der Redeweisen und Stimmen. Jean Pauls erzählerische Modernität. In: Jahrbuch der Jean Paul-Gesellschaft 26/27 (1991/92), S. 32–66.
- Das Bild der Stadt bei Jean Paul. In: Stadt und Bürger im 18. Jahrhundert. Hg. v. Gotthardt Frühsorge u. a. Marburg 1993, S. 208–235.
- „Denn der Unendliche hat in den Himmel seinen Namen in glühenden Sternen gesäet“. Die astronomische Metaphorik des Unendlichen bei Jean Paul. Fs. für H.D. Irmscher. Hg. v. Hans Esselborn und Werner Keller, Köln, Graz 1994, S. 209–228.
- Naturrechtsdenken in Jean Pauls Romanen. In: Naturrecht – Spätaufklärung – Revolution. Studien zum 18. Jh. Bd. 16. Hg. v. O. Dann u. D. Klippel. Hamburg 1995, S. 233–254.
- Die Perspektivität der Wahrheit. Lichtenbergs Kritik von Anthropozentrik und Anthropomorphie. In: Lichtenberg-Jb. 1995, S. 58–75.
- Intertextualität und Selbstbehauptung des Autors in Jean Pauls Werken, in: Schrift- und Schreibspiele. Jean Pauls Arbeit am Text. Hrsg. von Geneviève Espagne und Christian Helmreich, Würzburg: Königshausen & Neumann 2002, S. 59–79.
- „Ein Buch gehört der Menschheit“. Jean Pauls Plädoyer für die „Preßfreiheit“. In: Jahrbuch der Jean Paul Gesellschaft, 40. Jg. (2005). S. 89–106.
- Der Witz bei Lichtenberg und Jean Paul. In: Lichtenberg-Jahrbuch 2007, S. 10–23.
- Niklas Luhmanns Kommunikation mit Jean Paul in Fußnoten. Die Modernität der Beobachtungen und Gedanken des Dichters. In: Wirkendes Wort 2/2013, S. 267–295.
- Dialektik der Aufklärung in Jean Pauls Des Luftschiffers Giannozzo Seebuch. In: Jb. der Jean Paul-Gesellschaft 52 (2017), S. 99–116.
- Hölderlins Korrektur des Anthropozentrismus. In: Die Materie des Geistes. Der material turn im Kontext von Bildungs- und Literaturgeschichte um 1800. Hg. von Sieglinde Grimm und Roman Bartosch. Heidelberg 2018, S. 55–74.
- Artikel Jean Paul. In: W. Killy: Literaturlexikon. 2. Aufl. Berlin 2010, Bd. 6, S. 116–124

- Jean Paul – eine Neuentdeckung Der Autor als akribischer Beobachter und avantgardistischer Erzähler. Königshausen und Neumann, Würzburg 2025. ISBN 978-3-8260-8890-2

Science Fiction.
Monographien:
- Die literarische Science Fiction. Textband und Materialienband. Hagen 2000.
- Die Erfindung der Zukunft in der Literatur. Vom technisch-utopischen Zukunftsroman zur deutschen Science Fiction. Würzburg 2019 (2. Aufl. 2020), Link zum Verlag

Sammelbände:
- Utopie, Antiutopie und Science Fiction im deutschsprachigen Roman des 20. Jahrhunderts. Würzburg 2003, ISBN 3-8260-2416-8.
- Ordnung und Kontingenz. Das kybernetische Modell in den Künsten. Würzburg 2009, ISBN 978-3-8260-3780-1.

Herausgeberschaft:
- Science Fiction-Werkausgabe Herbert W. Franke in 30 Bänden zusammen mit Ulrich Blode seit 2014 im Verlag p.machinery. Darin zahlreiche Kommentare zu einzelnen Werken.

Aufsätze:
- Die andere Industrie. Laßwitz' „Auf zwei Planeten“ und Döblins „Berge Meere und Giganten“. In: DU 46. Jg. (1994), H. 3, S. 26–39.
- Können Roboter und Computer böse sein? Experimente in der Literatur. In: Zeitschrift des Keio Research Center for the Liberal Arts. Tokyo 2006, S. 5–22.
- Symbiose oder Ignoranz. Beziehungen zwischen Literatur, Wissenschaft und Technik am Beispiel der Erkundung des Weltraums. In: Neue Utopien. Zum Wandel eines Genres. Hg. v. Rolf Stetemeier u. a. Heidelberg 2009, S. 36–54.
- La conquête de l’espace inconnu dans la science-fiction depuis Godwin, Bergerac, Kindermann, Verne, Laßwitz, Wells jusqu’à nos jours. In: Le mouvement des frontières. Déplacement, brouillage, effacement. Etudes réunies et présentées pas Philipp Antoine et Wolfram Nitsch. Clermont-Ferrand 2015, S. 111–136.
- Die künstliche Intelligenz in der Science Fiction als Alternative zum Menschen. In: Wirkendes Wort 69. Jg., 2. H. (2019), S. 257–280.
- Science Fiction und Mainstream bei Andreas Eschbach. Nanomaschinen, Liebesverwicklungen und Alltagsleben in Herr aller Dinge (2011). In: Christoph Rauen (Hrsg.): Prestige-Science Fiction. Neue deutschsprachige Romane zwischen Kunstanspruch und Unterhaltung. Berlin u. a. 2020, S. 177–192.
- Dietmar Dath: Neptunation oder Naturgesetze Alter! In: Quarber Merkur 121 (2020), S. 200–209.
- Wetter und Klima in der deutschsprachigen Science Fiction. In: Wirkendes Wort 71. Jg., 2. H. (2021), S. 137–158.

Lexikonartikel:
- Herbert W. Franke. In: Christoph F. Lorenz (Hrsg.): Lexikon der Science Fiction-Literatur seit 1900. Mit einem Blick auf Osteuropa. Frankfurt/M. u. a. 2017, S. 267–272.
- Vom Unmöglichen zum Vorstellbaren. Zum Unterschied zwischen dem „Phantastischen“ Genre und der „eigentlichen“ Science Fiction. Ebenda, S. 27–44.

## Belege
1. ↑  Ort der Chancen. Abgerufen am 7. Juni 2024.